# Auditore
Auditore – miejscowość i gmina we Włoszech, w regionie Marche, w prowincji Pesaro i Urbino.

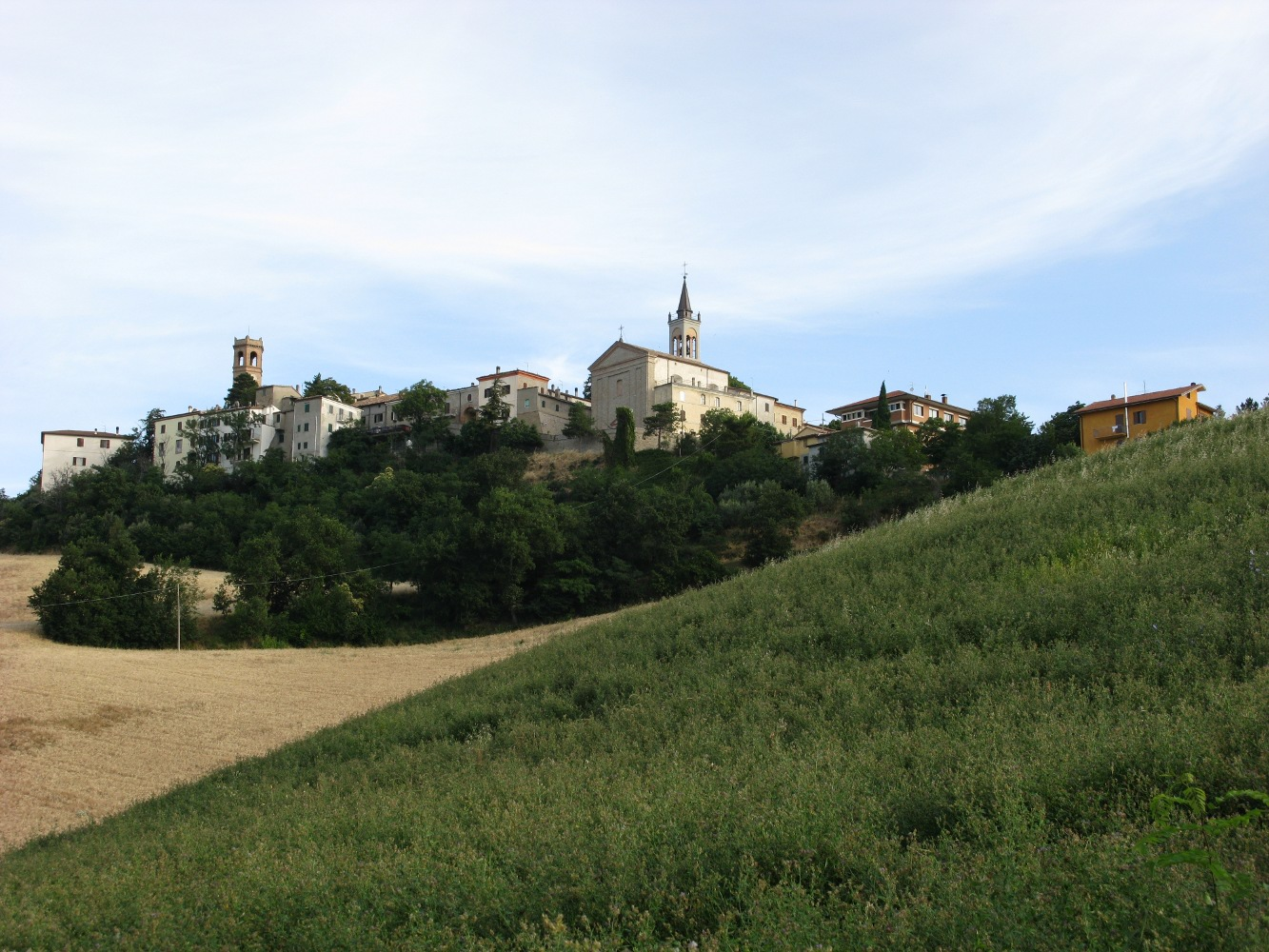
Auditore

Według danych na rok 2004 gminę zamieszkiwały 1424 osoby, 71,2 os./km².